# Spodnje Krčanje
Spodnje Krčanje (nemško Untergreutschach) je naselje v Občini Grebinj v Okraju Velikovec na Koroškem v Avstriji.